# Tetropiopsis numidica
Tetropiopsis numidica är en skalbaggsart som beskrevs av Chobaut 1899. Tetropiopsis numidica ingår i släktet Tetropiopsis och familjen långhorningar. Inga underarter finns listade i Catalogue of Life.